# Cryptocanthon escobari
Cryptocanthon escobari är en skalbaggsart som beskrevs av Cook 2002. Cryptocanthon escobari ingår i släktet Cryptocanthon och familjen bladhorningar. Inga underarter finns listade i Catalogue of Life.